# Остров (Ягницкое сельское поселение)
Остров — деревня в Череповецком районе Вологодской области.
Входит в состав Ягницкого сельского поселения, с точки зрения административно-территориального деления — в Большедворский сельсовет.
Расстояние по автодороге до районного центра Череповца — 128 км, до центра муниципального образования Ягницы — 18 км. Ближайшие населённые пункты — Еврасово, Шепелево, Никулино.
По переписи 2002 года население — 13 человек.